# Mardrömmen (film, 1990)
Mardrömmen (originaltitel: The Handmaid's Tale) är en amerikansk dystopisk dramafilm från 1990 i regi av Volker Schlöndorff. Filmen är baserad på Margaret Atwoods roman Tjänarinnans berättelse.

## Handling
En auktoritär religiös grupp har tagit över makten i Republiken Gilead, det tidigare USA, och styr landet med det gamla testamentet som enda rättesnöre. Omfattande miljöförstöring har gjort majoriteten av befolkningen steril och de kvarvarande fertila kvinnorna tvingas in i roller som tjänarinnor i syfte att avla fram barn åt eliten.

## Rollista i urval
- Natasha Richardson – Kate/Offred
- Robert Duvall – Commander
- Faye Dunaway  – Serena Joy
- Aidan Quinn  – Nick
- Elizabeth McGovern – Moira
- Victoria Tennant – Aunt Lydia